# ساسکیا روزندال
ساسکیا روزندال (آلمانی: Saskia Rosendahl؛ زادهٔ ۹ ژوئیهٔ ۱۹۹۳) هنرپیشه اهل آلمان است. وی از سال ۲۰۰۸ میلادی تاکنون مشغول فعالیت بوده‌است.
از فیلم‌ها یا برنامه‌های تلویزیونی که وی در آن نقش داشته‌است می‌توان به لوره، هرگز روی برنگردان، و دختری در تار عنکبوت اشاره کرد.